# Здание Парламента (Канберра)
Здание Парламента — место заседания Парламента Австралии в Канберре, столице Австралии. Было торжественно открыто 9 мая 1988 года Королевой Австралии Елизаветой II. Его строительство обошлось более чем в 1,1 млрд A$.
С момента своего основания и до 1927 года, федеральный парламент заседал в Мельбурне. В 1927—1988 годах переехавший в Канберру парламент заседал во временном здании парламента, ныне известном как «Старое здание Парламента». Строительство постоянного парламентского комплекса задерживалось из-за непрекращающихся дебатов о его расположении. Строительство нового здания началось в 1981 году. Дизайн здания напоминает два скрещённых бумеранга, увенчанных 81-метровым флагштоком.
В Здании Парламента 4700 комнат, многие пространства открыты для свободного посещения. В главном фойе располагается мраморная лестница, ведущая в Большой зал с огромным гобеленом. Помещение Палаты представителей украшено зелёным цветом, в то время как помещение Сената украшено оттенками красного. Между двумя помещениями расположен закрытый для публики Зал депутатов, в котором имеется водяная инсталляция. В Министерском крыле располагаются офисы премьер-министра и прочих министров.

## История

### До основания Канберры
В 1901 году шесть британских колоний объединились в федерацию, сформировав Австралийский союз. Давнее соперничество двух крупнейших городов — Мельбурна и Сиднея, — не желавших уступать друг другу, ставило вопрос о строительстве новой столицы. Раздел 125 Конституции Австралии предписывал следующее:

Место заседания Правительства Содружества [Союза] должно быть установлено Парламентом и находиться в пределах территории, которая должна быть приобретена или пожертвована Содружеству и быть в его собственности, находиться в штате Новый Южный Уэльс на удалении не менее ста миль от Сиднея.

Площадь этой территории должна составлять не менее ста квадратных миль и быть безвозмездно выделена и передана Содружеству из состава королевских земель.
Парламент продолжает заседать в Мельбурне до момента собрания в месте заседания Правительства.
В 1909 году, после долгих споров в Парламенте, было решено построить новую столицу в южной части Нового Южного Уэльса — в месте, где ныне и расположена Канберра. В 1911 году федеральное правительство получило эту землю в свою собственность, однако начавшаяся Первая мировая война на несколько лет отодвинула подготовку к строительству. Федеральный парламент не покидал Мельбурн до 1927 года.
Всё это время Парламент Австралии заседал в построенном в XIX веке Здании парламента штата Виктория, а сам парламент штата 26 лет заседал в расположенном по соседству здании Королевской выставки.

### Старое здание Парламента
После окончания Первой мировой войны был сформирован специальный комитет по вопросам федеральной столицы для подготовки переезда правительства в Канберру, включавшим строительство Здания Парламента. Комитет счёл наилучшим решением возведение «временного» здания сроком эксплуатации 50 лет, пока не будет завершено строительство «постоянного» комплекса. В итоге старое Здание Парламента служило законодателям домом в течение 61 года. В последнее десятилетие его использования в качестве дома правительства, здание страдало от дефицита пространства.

## Новое здание Парламента
В 1978 году правительство Фрейзера приняло решение о строительстве нового здания на Столичном холме; было создано «Общество строительства Здания Парламента». Был объявлен двухэтапный конкурс, документация для которого была подготовлена при участии Королевского австралийского института архитектуры и Национальной комиссии по развитию столицы. Всего на архитектурный конкурс пришло 329 работ из 29 стран.
Победителем конкурса стала архитектурная фирма из Филадельфии. Строительными работами на площадке руководил архитектор итальянского происхождения Ромальдо Джургола. Согласно проекту, большая часть здания размещалась под Столичным холмом, оканчиваясь огромным шпилем, на вершине которого устанавливался австралийский флаг внушительных размеров. При этом оформление фасадов намеренно повторяет некоторые детали Старого здания Парламента, так что между зданиями есть общие черты, несмотря на значительную разницу в размерах.
Для придания особой визуальной эстетики зданию, Джургола нанял ландшафтного архитектора Питера Ролланда. Ролланд сыграл ключевую роль при проектировании, разработке и координации установки всех ландшафтных элементов: пруда, плитки, концептуального освещения и декоративных элементов. Консультантами при выборе растений выступали эксперты в области садоводства из Национального ботанического сада Австралии и государственных детских садов. Система постоянного орошения была развернута лишь на наиболее официальных площадках комплекса.
Строительные работы начались в 1981 году — их планировалось завершить ко Дню Австралии 26 января 1988 года, когда отмечался 200-летний юбилей основания первого европейского поселения на континенте. Первоначальная смета проекта составляла 220 млн A$. Ни сроки строительства, ни смета так и не были соблюдены. Итоговая стоимость составила более 1,1 млрд A$.
С небольшим опозданием, Новое здание Парламента было открыто Королевой Австралии Елизаветой II 9 мая 1988 года — в годовщину открытия самого первого федерального Парламента в Мельбурне 9 мая 1901 года, а также открытия Временного здания Парламента в Канберре 9 мая 1927 года.
Флаг, развевающийся на флагштоке высотой 81 м, имеет размеры 12,8 × 6,4 м — примерно с половину теннисного корта. Флагшток весит 250 тонн и изготовлен из нержавеющей стали в Вуллонгонге. Австралийский флаг венчает Здание Парламента и является легко считываемым символом национального правительства. Днём он виден как снаружи, так и изнутри здания, а ночью он подсвечивается прожекторами. Сам флаг весит примерно 15 кг.
Весь комплекс занимает 32 гектара. Здание было спроектировано таким образом, чтобы при взгляде издалека оно возвышалось над Старым зданием Парламента. Его высота на 4 метра превышает оригинальную высоту холма. При строительстве из холма было извлечено более миллиона кубических метров горных пород — они были использованы для заполнения низинных районов города. Большинство использованного при постройке гранита было добыто в Австралии. Был поставлен двойной объём материала, так как строительство изогнутых стен предъявляло высокие требования к качеству гранита.
Изначально планировалось снести Старое здание Парламента, чтобы перед новым зданием открывалась нетронутая панорама на Озеро Бёрли Гриффина и Австралийский военный мемориал, однако позже эти планы пересмотрели в сторону сохранения исторического здания и сейчас в нем размещается парламентский музей.

### Планировка

#### Палата представителей
В оформлении нижней палаты австралийского парламента, Палаты представителей, доминирует зелёный цвет, таким образом цветовая схема комнаты заседаний напоминает британскую Палату общин. Однако использующийся оттенок отличается от британского в сторону цвета листьев эвкалипта и австралийских кустарников.
На представленной фотографии видно пресс-галерею, располагающуюся по центру, а также места для доступа общественности с левой и правой стороны количеством 388 кресел. Прямо над ними расположены звуконепроницаемые галереи для школьных групп, так как в присутствии депутатов разговаривать не разрешается.
Во время высказываний члены правительства и представители оппозиции, сидящие на передних скамьях, становятся по разные стороны стола, на котором расположены специальные декоративные ящики, предназначенные для переноса официальных документов и ценностей. Остальные депутаты высказываются со своих мест, используя микрофоны. Во время высказываний полагается стоять.
Согласно обычаю Вестминстерской системы, члены правящей партии садятся по правую руку от Спикера, а оппозиция — по левую. Члены независимых и малочисленных партий садятся на смешанные места. Длинные передние скамьи, расположенные наиболее близко к ящикам с орнаментом, предназначены для членов кабинета правительства с одной стороны, и для членов «теневого кабинета» — с другой.

#### Сенат
Цветовое оформление комнаты заседаний Сената совпадает с Палатой лордов и также выполнено в красном цвете, однако оттенок отличается в сторону охры — типичного цвета ландшафта в австралийском аутбэке.
Расположение галерей практически идентично Палате представителей. Как видно на иллюстрации, в отличие от Палаты представителей, в комнате Сената нет различий между передними и задними скамьями — у министров сената, а также у министров оппозиции, такие же парные кресла и столы как и у других сенаторов. В отличие от Палаты представителей, только главе правительства или лидеру оппозиции полагается говорить за трибуной — все остальные сенаторы высказываются со своих мест, используя встроенные микрофоны. Пресс-галерея располагается в верхней части помещения. В Австралийском сенате председательствует президент Сената, чья должность схожа со спикером Палаты представителей. За креслом президента Сената расположены два более крупных кресла — современные интерпретации тронов. Бо́льшее из них предназначено для генерал-губернатора, а меньшее — для его супруги (или лично для монарха и его супруги, в случае их присутствия) при открытии парламента с началом новой парламентской сессии.

### Художественная галерея
Парламентская коллекция искусства состоит из более 6 000 образцов (как пожертвованных, так и приобретенных) и включает портреты всех премьер-министров, генерал-губернаторов, президентов сената и спикеров палаты представителей, а также другие значимые для Австралии работы.

## Место встречи
Новое здание Парламента — ключевое место проведения всевозможных мероприятий в Канберре, в том числе самых значимых национальных событий. Здание Парламента используется для проведения встреч, конференций (как государственных, так и частных), торжественных церемоний и других событий. Здание Парламента является одним из немногих парламентских комплексов в мире, где разрешено проводить частные мероприятия. В нем предусмотрено 14 площадок для специальных мероприятий.

## Солнечная энергетика
В 2011 году на крыше Здания Парламента была развёрнута пилотная фотовольтаическая система. Основная часть системы (192 панели) расположилась над сенатским крылом, остальные 42 панели — на крыше службы садовников. Общая площадь панелей — примерно 470 м². Суммарная мощность системы составляет около 43,0 кВт. Годовая выработка энергии от пилотных модулей составляет около 65 000 кВт⋅ч (что эквивалентно системам в 20 средних домохозяйствах). На момент постройки система стала одной из крупнейших солнечных энергосистем в Австралии.
Система была введена в эксплуатацию в июне 2011 года и позволила вырабатывать достаточное количество энергии для нужд обеих палат парламента и экономить ежегодно до 17,000 A$.